# Chiesa dei Santi Cosma e Damiano (Ferrara)
La chiesa dei Santi Cosma e Damiano è la parrocchiale a Focomorto, frazione di Ferrara. Risale al XII secolo.

## Storia
Marcantonio Guarini nel suo Compendio historico dell'origini, accrescimento e prerogative delle chiese e luoghi pii della città, e diocesi di Ferrara non parla in modo esplicito di una chiesa in località Focomorto che tuttavia, con intitolazione ai Santi Cosma e Damiano, era certamente presente nel XII secolo ed era legata alla chiesa conventuale di Quacchio, dedicata a San Silvestro.
Questo edificio venne completamente ricostruito nel 1257.
Nel 1434 fu oggetto di una visita pastorale del vescovo di Ferrara Giovanni Tavelli.
Nuovamente, nel XVIII secolo, la chiesa versava in condizioni di degrado e venne ricostruita.
Durante il secondo conflitto mondiale la torre campanaria venne lesionata durante un'incursione aerea degli alleati e i lavori per la sua sistemazione vennero ultimati solo nel primo decennio del XXI secolo.
Durante il terremoto dell'Emilia del 2012 la chiesa è stata danneggiata ed è stato necessario un intervento di restauro per ripristinare le condizioni statiche precedenti.